# Marek Pipes
Marek Pipes, ps. Marian Olszewski (ur. 3 marca 1893 we Lwowie, zm. 18 kwietnia 1973 w Cambridge (Massachusetts) w USA) – polski przedsiębiorca żydowskiego pochodzenia, żołnierz Legionów Polskich.

## Życiorys
Urodził się we Lwowie jako syn Klemensa i Berty z domu Sigal. W sierpniu 1914 wstąpił do Legionów. Był żołnierzem VI baonu I Brygady, a następnie 6 pułku piechoty III Brygady. Służył tam do kryzysu przysięgowego w lipcu 1917 roku. Na początku lat dwudziestych był właścicielem fabryki czekolady Dea w Cieszynie (obecnie Zakłady Przemysłu Cukierniczego „Olza”). Po sprzedaży fabryki był współwłaścicielem filii wiedeńskiej firmy Pischinger (J. Pischinger i Ska, fabryka wyrobów czekoladowych, obecnie Wawel SA) wytwarzającej wafle czekoladowe. Od 1929 roku mieszkał w Warszawie, gdzie prowadził firmę importującą owoce z Półwyspu Iberyjskiego. Od 1936 prowadził biuro tej firmy w Gdyni. Był członkiem Związku Legionistów Polskich. Wojna zastała go w Warszawie. 27 września 1939 opuścił Warszawę i wyjechał do Włoch. Tam pomocy udzielił mu Bolesław Wieniawa-Długoszowski. W 1940 wraz z rodziną przez Portugalię wypłynął do USA. Tam prowadził firmę w stanie Nowy Jork.
Jego żoną była Sara Zofia z domu Haskelberg. Ich synem był Richard Pipes (1923-2018), historyk i sowietolog, specjalista w zakresie historii Rosji.

## Ordery i odznaczenia
- Krzyż Niepodległości – 21 kwietnia 1937 „za pracę w dziele odzyskania niepodległości”[7][8][9]
- Krzyż Pamiątkowy 6 pułku piechoty Legionów Polskich[10].